# Tsa Xana Indian Reserve 18
Tsa Xana Indian Reserve 18 är ett reservat i Kanada.   Det ligger i provinsen British Columbia, i den sydvästra delen av landet, 3 700 km väster om huvudstaden Ottawa.
I omgivningarna runt Tsa Xana Indian Reserve 18 växer i huvudsak barrskog. Runt Tsa Xana Indian Reserve 18 är det mycket glesbefolkat, med 2 invånare per kvadratkilometer.